# Zacatecas (miasto)
Zacatecas – miasto w środkowym Meksyku, na Wyżynie Meksykańskiej, stolica stanu Zacatecas. W mieście znajduje się port lotniczy Zacatecas.
W 1993 roku historyczne centrum Zacatecas wpisano na listę światowego dziedzictwa UNESCO.
W mieście rozwinął się przemysł spożywczy, tytoniowy, drzewny oraz hutniczy. Ponadto w mieście rozwinęło się rzemiosło artystyczne.

## Współpraca
- Azusa, Stany Zjednoczone
- El Paso, Stany Zjednoczone
- Malaga, Hiszpania
- Santa Fe, Stany Zjednoczone
- Allahabad, Indie
- Wichita, Stany Zjednoczone
- Norwalk, Stany Zjednoczone
- Gmina Hanover, Stany Zjednoczone
- Memphis, Stany Zjednoczone